# أونسن

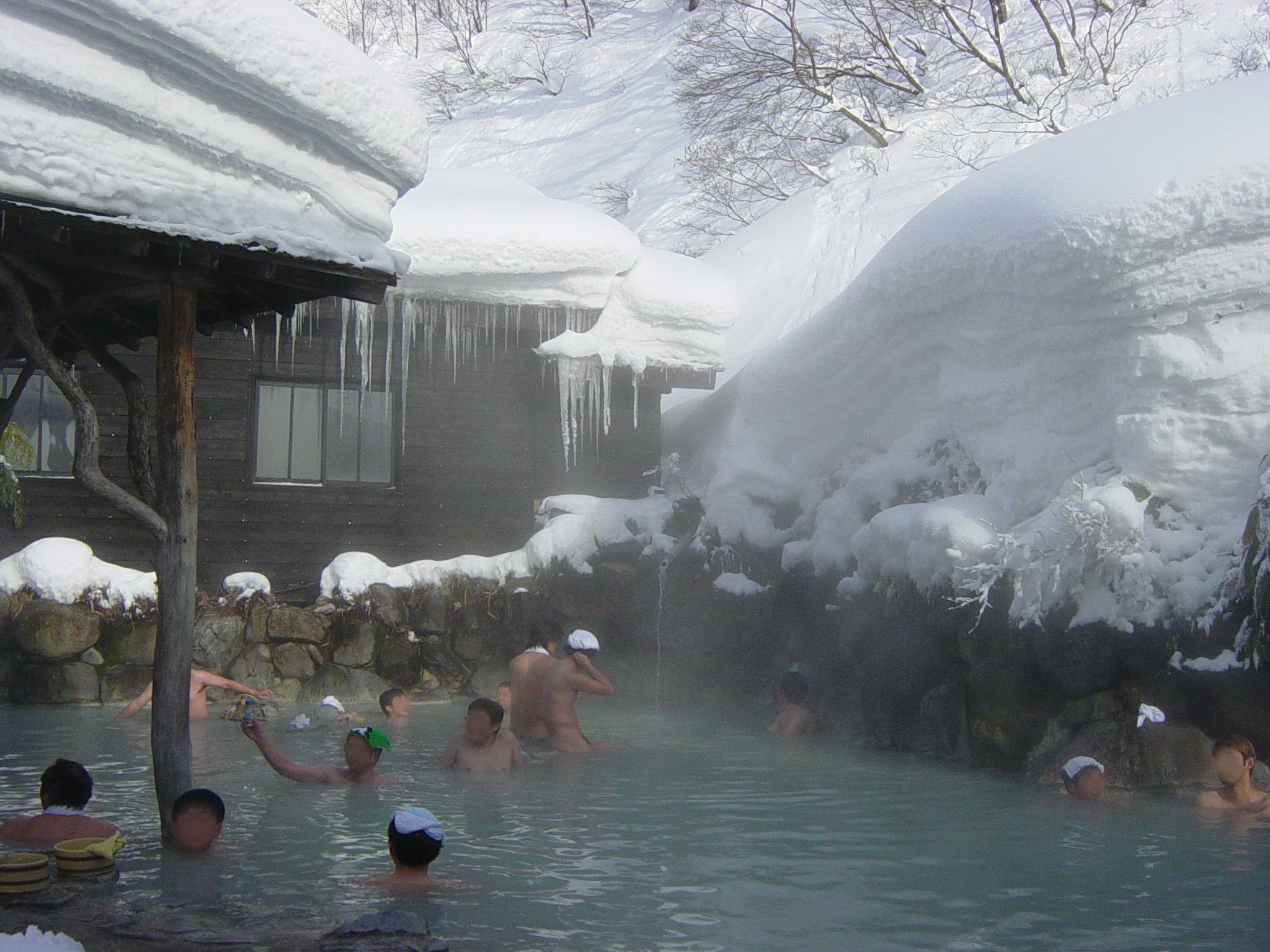

أون-سن  (باليابانية: 温泉 = onsen، ويرمز إليها في الخرائط واللافتات بحرفي (湯) أو (ゆ) ومعناهما الماء الساخن) هي حمامات الينابيع الحارة في اليابان. تعد الـ«أون-سن» من بين الحمامات العمومية في اليابان والتي يطلق عليها إجمالا تسمية «سنتو» (sentō = 銭湯)، تتبع نفس القواعد والآداب التي يتم العمل بها في الحمامات الأخرى، تتميز الـ«أون-سن» بوجود ينابيع للمياه الحارة فيها.
لهذا النوع من الحمامات دور كبير في المجتمع الياباني، يجد فيها اليابانيون مفرا من ضغوطات حياتهم العملية ومتنفسا بعد اثنتي عشر ساعة من العمل اليومي، تسقط فيها المراتب الاجتماعية عندما يتجرد جميع الناس من ملابسهم داخلها.

## ما هي الينابيع الساخنة أو الأونسن

عرض للسياح في منتجع كوساتسو أونسن

الينابيع الساخنة هي مياه معدنية مسخنه بالطاقة الحرارية الأرضية. وبما أن اليابان بلدا نشطا من الناحية البركانية، فإنها تحتوي على العديد من الينابيع الساخنة. فاشتهرت اليابان بوجود أكثر من ألفين وخمسمئة من الينابيع الساخنة أو «الأونسن» في شتى جزرها. منها ما يتدفق إلى السطح ومنها مايتم التوصل اليه عن طريق مصادر جوفية تصل إلى أكثر من ألف متر تحت سطح الأرض.تختلف درجات الحرارة في المياه المعدنيه على نطاق واسع فقد تتراوح درجة الحرارة مابين المائة درجة مئوية والعشرين درجة مئوية أو المئتان واحدى عشر درجة فهرنهايت وثمانية وستون درجة فهرنهايت.
غالبا ما تتواجد البنابيع الساخنة باليابان في البيئات الطبيعية كشواطئ البحار أو الوديان الضيقة أو بين الجبال. وفي جيغوكوداني أونسن في مدينة ناغانو، يمكن رؤية قردة الماكاك (نوع من أنواع القردة اليابانية) تستحم في الينابيع الساخنة  في الهواء الطلق، معبرة بوجوهها عن مدى شعورها بالراحة والاسترخاء.

## التكوين
تتكون الكرة الأرضية من طبقات عديدة. تعرف الطبقة العليا التي يقف عليها الإنسان بقشرة الأرض ويتراوح سمك هذه القشرة ما بين الاثنان والثلاثون والخمس والثلاثون كيلومترا.  ثم يتواجد الغشاء الأرضي تحت هذه القشرة ويتكون من صخور منصهرة، ومن هنا تتكون الينابيع الساخنة. فيمكن للمياه السطحية أن تتسرب من سطح الأرض أو القشرة الأرضية نحو  الغشاء وتبدأ درجة حرارة هذه المياه بالارتفاع عندما تتعرض للصخور المتزايدة الحرارة في الغشاء. وبذلك تبدأ بعض هذه المياه بالتبخر مما يسبب ضغطا عاليا يؤدي إلى دفع المياه الساخنة للأعلى وتدفقها إلى سطح الأرض.
و نظرا لقرب اليابان من عدد من الصفائح التكتونية، فإن اليابان لا تعاني فقط من زلازل متكررة، بل لديها أيضا مستوى عال نسبيا من النشاط البركاني. ومع أن الزلازل والثورات البركانية ليست شيءا ايجابيا على الإطلاق، إلا أن مستويات البركنة  العالية هي التي تو لد الطاقة الحرارية الأرضية اللازمة لتكوين الينابيع. وبفضل هذا المزيج الفريد من العوامل الجغرافية والجيولوجية، تعد اليابان من أ كثر دول العالم وفرة بالينابيع الطبيعية  الساخنة.

## الفوائد
من أهم فوائد الإستحمام بالمياه الساخنة أنها تساعد في تدفئة الجسم والاسترخاء الجسدي والعقلي.كما ان الاستحمام في المياه ذات درجة حرارة معتدلة تنشط الدورة الدموية وتسرع عملية الأيض. وتحتوي العديد من الأونسن أيضًا على بعض المعادن الذائبة التي قد تساعد على شفاء الأمراض والتئام الجروح. بالإضافة إالى ذلك، فإن بعض مناطق الينابيع تحتوي على معادن مختلفة ولها فوائد مختلفة عن غيرها.
 فهناك إحدى عشر نوعا من الينابيع الساخنة في اليابان تصنف وفقا لنوع المعادن الذائبة فيها. ومن أبرز هذه الأنواع هي الينابع الكبريتية والتي يمكن التعرف عليها برائحتها المميزة. تنتشر هذه الينابيع الكبريتية في المناطق الجبلية وتعتبر النوع الأكثر شيوعا في اليابان. وتعد هذه الينابيع الكبريتية، كتلك الموجودة في مدينة توتشيغي ومدينة ناغاساكي، من المياه التي تساعد على تجميل البشرة وتلطيف الأمراض والطفحات الجلدية.

## نبذة تاريخية
تعتبر الينابيع الساخنة إحدى أشهر الأماكن السياحية في اليابان، بالنسبة للمقيمين والسياح على حد سواء.  وقد كانت هذه الينابيع متواجدة في اليابان بعدة أشكال منذ تاريخ تأسيسها حتى الآن.
و كان اليابانيون يتحمسون لحمامات الأونسن منذ القدم. ففي عهد إيدو خاصة، أو ما بين سنة (03 16- 1868)،  انتشرت عادة الاستحمام في الأونسن بسرعة مدهشة بين عامة الناس وسرعان ما ارتفعت شعبية مياه الينابيع وأصبح الناس يقضون فيها أسابيع متعددة لأجل الراحة والاستجمام. ويستمر هذا الأمر إلى اليوم ولاسيما في منطقة توهوكو في الجزء الشمالي الشرقي من البلاد. كما تظهر الينابيع الساخنة كثيرا في الأعمال الأدبية اليابانية. على سبيل المثال، قصة بلد الثلج للكاتب ياسونوري كوباتا، الحائز على جائزة نوبل في الأدب، تأخذ مكانها في أونسن إيتشيغو يوزاوا المتواجد في نيغاتا، بالإضافة إلى خلفية قصة بوتشن، للكاتب ناتسومي سوسيكي التي حدثت في أونسن دوغو المتواجد في منطقة إهيمي.

## اقرأ أيضاً
- ثقافة اليابان